# الشعيرية الصينية
تختلف المعكرونة الصينية أو الشعيرية الصينية بشكل كبير حسب منطقة الإنتاج والمكونات والشكل أو العرض وطريقة التحضير. تم اختراع المعكرونة أو الشعيرية في الصين، وهي مكون أساسي وعنصر أساسي في المطبخ الصيني. هم جزء مهم من معظم المطابخ الإقليمية داخل الصين، والبلدان الأخرى التي بها عدد كبير من الصينيين المغتربين أو الجاليات الصينية. يمكن صنع المعكرونة الصينية أو الشعيرية الصينية من القمح والأرز والشوفان والفاصوليا والبطاطس والبطاطا الحلوة وحتى الأسماك. هناك أكثر من 1200 نوع من المعكرونة التي يتم استهلاكها بشكل شائع في الصين اليوم.
دخلت المعكرونة الصينية أو الشعيرية أيضًا إلى مطابخ دول شرق آسيا المجاورة مثل كوريا واليابان، وكذلك دول جنوب شرق آسيا مثل فيتنام وكمبوديا وتايلاند.

## التسمية
يمكن أن تكون تسمية المعكرونة الصينية أو الشعيرية الصينية صعبة بسبب الطيف الواسع المتاح في الصين والعديد من اللهجات الصينية المستخدمة لتسميتها. في الماندرين، مين (الصينية المبسطة 面 ؛ يشير إلى المعكرونة المصنوعة من دقيق القمح، بينما يشير فين (粉) أو «متعة» يشير إلى المعكرونة المصنوعة من النشويات الأخرى، وخاصة دقيق الأرز ونشا الفاصوليا.نودلز القمح، على سبيل المثال، تسمى ميان في الماندرين، مين في الكانتونية، سومين باليابانية، مي بالتايلاندية وغوغسو في الكورية.

## التاريخ
أقدم سجل مكتوب للمعكرونة أو الشعيرية هو من كتاب مؤرخ في فترة هان الشرقية (25-220 م). أصبحت المعكرونة أو الشعيرية، التي غالبًا ما تُصنع من عجين القمح، عنصرًا أساسيًا في الطعام خلال عهد أسرة هان. في عهد أسرة هان الغربية، نظرًا لطلب الجيش، كان من الضروري للحكومة تنفيذ تقنيات معالجة الأغذية التي من شأنها أن تجعل تخزين المواد الغذائية أسهل وباسعار معقولة التكلفة أكثر. خلال هذا الوقت، ظهرت «لاوميان» أو بالاحرف اللاتينية "Laomian"، وهي مصنوعة من الحنطة السوداء الغنية بالنشا ودقيق البازلاء مع محتوى مائي أقل، مما يسهل تخزينها ونقلها.

## الطبخ
يمكن طهي المعكرونة إما من أشكالها الطازجة (الرطبة) أو الجافة. يتم غليها بشكل عام، على الرغم من أنها قد تكون مقلية بالزيت حتى تصبح مقرمشة. يمكن بعد ذلك تقليب المعكرونة المسلوقة أو تقديمها مع الصلصة أو غيرها من المرافقات أو تقديمها في الحساء، غالبًا مع اللحوم والمكونات الأخرى.
على عكس العديد من المعكرونة والنودلز أو كما يسميها البعض الشعيرية الغربية، تُصنع المعكرونة الصينية المصنوعة من دقيق القمح عادةً من عجين مملح، وبالتالي لا تتطلب إضافة الملح إلى السائل الذي تُسلق فيه. تُطهى المعكرونة الصينية أيضًا بسرعة كبيرة، وتتطلب عمومًا أقل من 5 دقائق حتى تصبح الدينتي ، ويستغرق بعضها أقل من دقيقة لإنهاء الطهي، وتتطلب المعكرونة الرقيقة وقتًا أقل للطهي. المعكرونة الصينية المصنوعة من الأرز أو نشا الفاصوليا لا تحتوي بشكل عام على الملح.